# (200151) 1998 QV59
(200151) 1998 QV59 es un asteroide perteneciente al cinturón de asteroides, descubierto el 26 de agosto de 1998 por el equipo del Spacewatch desde el Observatorio Nacional de Kitt Peak, Arizona, Estados Unidos.

## Designación y nombre
Designado provisionalmente como 1998 QV59.

## Características orbitales
1998 QV59 está situado a una distancia media del Sol de 2,799 ua, pudiendo alejarse hasta 2,868 ua y acercarse hasta 2,730 ua. Su excentricidad es 0,024 y la inclinación orbital 5,716 grados. Emplea 1710,90 días en completar una órbita alrededor del Sol.

## Características físicas
La magnitud absoluta de 1998 QV59 es 16,8.